# Идрисов, Дадан Геланиевич
Дада́н Гела́ниевич Идри́сов (13 октября 1943 года, Шали, Чечено-Ингушская АССР, РСФСР, СССР) — советский и российский живописец и график, Народный художник Чеченской Республики (2016), член Союза художников СССР (1971).

## Биография
В 1958—1959 годах занимался в грозненской изостудии. В 1961 году окончил среднюю школу в Грозном и детскую художественную школу. После окончания школы поступил в Краснодарское художественное училище. В 1962—1965 годах служил в Группе советских войск в Германии. После демобилизации возобновил учёбу в училище, которое окончил в 1968 году. После окончания училища работал в Чечено-Ингушском отделении художественного фонда РСФСР. В 1971 году стал членом Союза художников СССР.
Участвовал во многих зональных, всероссийских и международных выставках. Имя Дадана Идрисова было внесено в био-библиографический словарь «Художники народов СССР». Репродукции его картин были использованы в журнале «Художник», Большой советской энциклопедии (1978), альбоме «Изобразительное искусство автономных республик РСФСР» (1973). Идрисов является членом президиума городского совета ветеранов Великой Отечественной войны.
Многие его картины сразу после окончания выставок скупались музеями и частными коллекционерами. Искусствовед В. Ванслов писал:
Художник умеет тактично ввести в картину характерный национальный фон, играющий существенную роль в её содержании. Его живопись отличается приглушенной цветной гаммой, порой заставляющей вспомнить о древних фресках.

## Семья
Младший брат Сулумбек — танцор, хореограф, лауреат многих конкурсов, Заслуженный артист Чечено-Ингушской АССР и России, академик Международной академии духовного единства народов мира. В 1970-е годы был солистом балетной группы государственного ансамбля «Вайнах». Гастролировал в более чем 130 странах мира, снялся в нескольких кинофильмах.

## Награды и звания[2]
- Народный художник Чеченской Республики (2016)[3][1];
- медаль имени А. Шолохова (Министерство культуры Ростовской области);
- медаль «За высокие достижения» (Министерство культуры ЧР);
- золотая медаль «Духовность, традиции, мастерство» (Союз художников России);
- почётная грамота «За большой вклад в развитие изобразительного искусства и многолетнюю творческую деятельность» (Министерство культуры РФ);
- почётная грамота и нагрудный знак «За многолетний творческий труд, воспитание подрастающего поколения и пропаганду художественного искусства родного края» (Парламент ЧР).